# Francisco Rojas (Chili)
Pour les articles homonymes, voir Francisco Rojas.
Francisco Ulises Rojas Rojas (né le 22 juillet 1974 à La Serena) est un footballeur chilien. Il évoluait au poste de milieu de terrain.
Il faisait partie de l'équipe du Chili qui a disputé la coupe du monde 1998 en France.

## Clubs
- 1993 : Deportes La Serena ( Chili)
- 1994-1996 : Colo-Colo ( Chili)
- 1996 : Tenerife ( Espagne)
- 1997-2001 : Colo-Colo ( Chili)
- 2001-2005 : SK Sturm Graz ( Autriche)
- 2006 : Unión Española ( Chili)
- 2007-2011 : Deportes La Serena ( Chili)